# Anatoli Golitsyne
 (août 2013).
Si vous disposez d'ouvrages ou d'articles de référence ou si vous connaissez des sites web de qualité traitant du thème abordé ici, merci de compléter l'article en donnant les références utiles à sa vérifiabilité et en les liant à la section « Notes et références ».
Anatoli Mikhaïlovitch Golitsyne (russe : Анатолий Михайлович Голицын), né le 25 août 1926 à Pyriatyn en Ukraine et mort dans le sud des États-Unis le 29 décembre 2008, est un membre du KGB qui a fait défection. Il est l'auteur de deux ouvrages concernant la stratégie à long terme du KGB en matière d'espionnage. Il a été naturalisé américain en 1984.

## Biographie
Golitsyne a travaillé dans le service du KGB chargé de la planification stratégique, en qualité de commandant. En 1961, sous le nom « d'Anatoli Klimov », ce major du KGB est nommé à l'ambassade d'URSS en Finlande, à Helsinki, avant de faire défection au mois de décembre 1961.
Confirmant les travaux de cryptanalyse du projet Venona, il fournit des informations à propos des espions soviétiques opérant à l'Ouest, notamment Kim Philby, Donald Maclean, Guy Burgess, John Vassall.
Ses révélations, dans le cadre de l'Affaire Martel (du nom du pseudonyme qui lui était donné), ont notamment permis de démasquer une taupe au sein de l'OTAN, le haut fonctionnaire français Georges Pâques. Certains[réf. nécessaire] voient en lui « le plus important agent transfuge passé à l'ouest », tandis que d'autres[réf. nécessaire] le considèrent comme un théoricien de la conspiration, peu digne de foi.
En 1967, il a fait l'objet d'une tentative d'assassinat par le KGB au Canada[réf. nécessaire].

## Œuvre
En 1984, Golitsyne a publié un ouvrage intitulé New Lies For Old, dans lequel il avertissait les Occidentaux de la stratégie à long terme des Soviétiques tendant à donner une fausse impression de sécurité à l'Ouest tout en essayant d'isoler les États-Unis de leurs principaux alliés. 
En 1995, Golitsyne a publié un second ouvrage, intitulé The Perestroika Deception, dans lequel il analyse la continuité de l’action politique russe en dépit de la disparition de l'URSS.

## Dans la fiction
En 1996, le film Mission impossible a présenté un personnage de fiction nommé Alexander Golitsyn, interprété par Marcel Iures, qui fait probablement allusion à Anatoli Golitsyne.
L'affaire Martel dans laquelle il fut impliqué inspira le spectacle immersif Secret Défense joué au château de Rambouillet depuis juin 2021.